# Lista de membros da Royal Society eleitos em 1899
Lista de Membros da Royal Society eleitos em 1899.

## Fellows of the Royal Society (FRS)
1. William Fletcher Barrett[2][3] (1844-1925)
2. Charles James Booth (1840-1916)
3. David Bruce[4] (1855-1931)
4. Henry John Horstman Fenton (1854-1929)
5. James Sykes Gamble[5] (1847-1925)
6. Alfred Cort Haddon[6] (1855-1940)
7. Henry Head[7] (1861-1940)
8. Henry Selby Hele-Shaw[8] (1854-1941)
9. Conwy Lloyd Morgan[9] (1852-1936)
10. Clement Reid (1853-1916)
11. Robert Romer (1840-1918)
12. George John Shaw-Lefevre (1831-1928)
13. Ernest Starling[10] (1866-1927)
14. Henry William Lloyd Tanner[11] (1851-1915)
15. Richard Threlfall[12] (1861-1932)
16. Alfred Edwin Howard Tutton[13] (1864-1938)
17. Bertram Windle[14] (1858-1929)

## Foreign Members of the Royal Society (ForMemRS)
1. Ludwig Boltzmann (1844-1906)
2. Anton Dohrn (1840-1909)
3. Hermann Emil Fischer (1852-1919)
4. Georg von Neumayer (1826-1909)
5. Melchior Treub (1851-1910)